# Associazione Calcio Rilancio Messina 2018-2019
Questa voce raccoglie le informazioni riguardanti l'Associazione Calcio Rilancio Messina Società Sportiva Dilettantistica nelle competizioni ufficiali della stagione 2018-2019.

## Stagione
Il ritiro precampionato si svolge alla Cittadella Sportiva Universitaria di Messina dal 30 luglio al 19 agosto 2018.

## Divise e sponsor
La ditta fornitrice del materiale tecnico è la Givova; gli sponsor principali sono Acqua Fontalba e Sciotto Automobili.
La divisa di casa è costituita da una maglia di colore bianco con inserti gialli, rossi e neri sull'orlo, pantaloncini e calzettoni neri. La divisa da trasferta, è composta da una maglia rossa con inserti gialli, con pantaloncini e calzettoni neri.
| Casa o Trasferta alt. | Trasferta o Casa alt. |

## Organigramma societario
Area direttiva
- Presidente: Pietro Sciotto
- Vicepresidente: Matteo Sciotto
- Direttore sportivo: Adriano Polenta (fino al 25 settembre 2018)[8]
Gianluca Torma (dal 18 ottobre 2018)[9]
- Direttore generale: Raffaele Manfredi[10]
- Responsabile area tecnica: Salvatore Castorina[11]
- Direttore tecnico settore giovanile: Piero Russo[12]

Area legale
- Area legale: Gino Sciotto

Area tecnica
- Allenatore: Giuseppe Raffaele (precamp.)
Pietro Infantino (1ª-5ª)
Oberdan Biagioni (6ª-30ª)[13]
Pietro Infantino (31ª-34ª)
- Allenatore in seconda e collaboratore tecnico: Francesco Trimarchi (precamp.)
Nunzio Dario Di Dio (1ª-5ª)
- Allenatore in seconda e preparatore atletico: Giuseppe La Spada (6ª-)[13]
- Preparatore dei portieri: Vincenzo Pirelli (precamp.)
Antonino Mirarchi (1ª-5ª)
Massimiliano Malandrucco (6ª-)[13]
- Preparatore atletico: Basilio Arasi (precamp.)
Giuseppe Finocchiaro (1ª-5ª)
- Team Manager: Roberto Buttò[12]
- Magazziniere: Fabrizio Sorrenti

Area sanitaria
- Staff sanitario: Saro Cutuli, Andrea Calimeri

## Rosa
Rosa aggiornata al 1º gennaio 2019.

Sono in grassetto, i calciatori aggregatisi a stagione in corso. Sono in corsivo, i calciatori che hanno lasciato la squadra.
| N. |                          | Ruolo | Calciatore              |
| -- | ------------------------ | ----- | ----------------------- |
|    | Italia (bandiera)        | P     | Federico Meo            |
|    | Brasile (bandiera)       | P     | Jairo Lourençon         |
|    | Italia (bandiera)        | P     | Giovanni Compagno       |
|    | Italia (bandiera)        | P     | Cristiano Ragone        |
|    | Italia (bandiera)        | P     | Armando Prisco          |
|    | Italia (bandiera)        | D     | Francesco Barbera       |
|    | Italia (bandiera)        | D     | Alberto Cossentino      |
|    | Italia (bandiera)        | D     | Marco Lo Disco          |
|    | Italia (bandiera)        | D     | Genny Russo             |
|    | Senegal (bandiera)       | D     | Siny Mbaye Ba           |
|    | Italia (bandiera)        | D     | Pasquale Porcaro        |
|    | Italia (bandiera)        | D     | Davide Sarcone          |
|    | Italia (bandiera)        | D     | Claudio Dascoli         |
|    | Svezia (bandiera)        | D     | Victor Lundqvist        |
|    | Italia (bandiera)        | D     | Vittorio David Biancola |
|    | Italia (bandiera)        | D     | Nicholas Ibojo          |
|    | Italia (bandiera)        | D     | Giuseppe Zappalà        |
|    | Italia (bandiera)        | D     | Fabrizio Ferrante       |
|    | Guinea-Bissau (bandiera) | D     | Sambinha                |
|    | Italia (bandiera)        | D     | Nicola Aldrovandi       |
|    | Italia (bandiera)        | C     | Kevin Biondi            |

| N. |                           | Ruolo | Calciatore                    |
| -- | ------------------------- | ----- | ----------------------------- |
|    | Italia (bandiera)         | C     | Felice Cimino                 |
|    | Italia (bandiera)         | C     | Fabio Bossa                   |
|    | Italia (bandiera)         | C     | Salvatore Cocimano            |
|    | Italia (bandiera)         | C     | Loris Traditi                 |
|    | Francia (bandiera)        | C     | Gaël Genevier                 |
|    | Paesi Bassi (bandiera)    | C     | Jens Janse                    |
|    | Italia (bandiera)         | C     | Alessio Amadio                |
|    | Italia (bandiera)         | C     | Andrea Selvaggio              |
|    | Italia (bandiera)         | C     | Giuseppe Pirrone              |
|    | Italia (bandiera)         | A     | Biagio Carini                 |
|    | Italia (bandiera)         | A     | Giuseppe Gambino              |
|    | Costa d'Avorio (bandiera) | A     | Fredy Guehi                   |
|    | Italia (bandiera)         | A     | Santi Mancuso                 |
|    | Guinea-Bissau (bandiera)  | A     | Amido Baldé                   |
|    | Italia (bandiera)         | A     | Luciano Rabbeni               |
|    | Italia (bandiera)         | A     | Luca Pizzo                    |
|    | Italia (bandiera)         | A     | Nicola Petrilli               |
|    | Italia (bandiera)         | A     | Giuseppe Tedesco              |
|    | Italia (bandiera)         | A     | Giovanbattista Catalano       |
|    | Italia (bandiera)         | A     | Pietro Arcidiacono (capitano) |
|    | Germania (bandiera)       | A     | Gianluca Marzullo             |

## Calciomercato

### Sessione estiva(dal 1-7 al 14-9)
| Arrivi | Arrivi             | Arrivi             | Arrivi     |
| R.     | Nome               | da                 | Modalità   |
| ------ | ------------------ | ------------------ | ---------- |
| P      | Giovanni Compagno  | Trapani            | Prestito   |
| P      | Cristiano Ragone   | Novara             | Prestito   |
| D      | Alberto Cossentino | Latina             | Definitivo |
| D      | Pasquale Porcaro   | Rende              | Definitivo |
| D      | Sini Mbaye Ba      |                    | Definitivo |
| D      | Genny Russo        | Bisceglie          | Definitivo |
| D      | Davide Sarcone     | Crotone            | Definitivo |
| C      | Kevin Biondi       | Catania            | Prestito   |
| C      | Claudio Dascoli    | Palmese            | Definitivo |
| C      | Felice Cimino      | Crotone            | Definitivo |
| C      | Salvatore Cocimano | Acireale           | Definitivo |
| C      | Loris Traditi      | Monterosi Tuscia   | Definitivo |
| C      | Gaël Genevier      |                    | Svincolato |
| A      | Giuseppe Gambino   | Folgore Caratese   | Definitivo |
| A      | Fredy Guehi        | Sassuolo           | Definitivo |
| A      | Luciano Rabbeni    | Lecco              | Definitivo |
| A      | Luca Pizzo         | Virtus Francavilla | Prestito   |
| A      | Nicola Petrilli    | Lecco              | Definitivo |

| Cessioni | Cessioni            | Cessioni       | Cessioni                 |
| R.       | Nome                | a              | Modalità                 |
| -------- | ------------------- | -------------- | ------------------------ |
| P        | Armando Prisco      | Igea Virtus    | Prestito                 |
| P        | Fabio Rinaldi       | Sambenedettese | Definitivo               |
| D        | Omar Gaye           |                | Rescissione contrattuale |
| D        | Damiano Lia         |                |                          |
| D        | Carmelo Bucca       |                |                          |
| D        | Riccardo Cassaro    | Licata         | Definitivo               |
| D        | Francesco Bruno     | Cavese         | Definitivo               |
| D        | Gennaro Cozzolino   | Avellino       | Fine prestito            |
| D        | Marco Manetta       | Cavese         | Definitivo               |
| D        | Santino Misale      | Gela           | Definitivo               |
| D        | Yvan Inzoudine      | Cavese         | Definitivo               |
| C        | Andrea Migliorini   | Cavese         | Definitivo               |
| C        | Giovanni Balsamà    | Benevento      | Definitivo               |
| C        | Giovanni Lavrendi   |                |                          |
| C        | Pierluigi Iudicelli | Cosenza        | Fine prestito            |
| C        | Domenico Bettini    | Cavese         | Definitivo               |
| A        | Agostino Mascari    | Cosenza        | Definitivo               |
| A        | David Nana Yeboah   | Mantova        | Definitivo               |
| A        | Arcangelo Ragosta   | Gela           | Definitivo               |
| A        | Marco Stranges      | Cosenza        | Fine prestito            |
| A        | Marco Rosafio       | Cavese         | Definitivo               |
| A        | Salvatore Cocuzza   |                |                          |

### Operazioni esterne alle sessioni
| Arrivi | Arrivi                  | Arrivi           | Arrivi        |
| R.     | Nome                    | da               | Modalità      |
| ------ | ----------------------- | ---------------- | ------------- |
| P      | Armando Prisco          | Igea Virtus      | Fine prestito |
| D      | Nicholas Ibojo          |                  | Definitivo    |
| D      | Vittorio David Biancola | Potenza          | Definitivo    |
| D      | Victor Lundqvist        |                  | Definitivo    |
| C      | Alessio Amadio          | Paganese         | Definitivo    |
| C      | Andrea Selvaggio        | Partizani Tirana | Definitivo    |
| C      | Giuseppe Pirrone        |                  | Svincolato    |
| A      | Pietro Arcidiacono      | Sicula Leonzio   | Definitivo    |
| A      | Gianluca Marzullo       | Westfalia Herne  | Definitivo    |

| Cessioni | Cessioni         | Cessioni    | Cessioni      |
| R.       | Nome             | a           | Modalità      |
| -------- | ---------------- | ----------- | ------------- |
| P        | Cristiano Ragone | Novara      | Fine prestito |
| D        | Victor Lundqvist |             | Definitivo    |
| C        | Gaël Genevier    | AlbinoLeffe | Definitivo    |
| A        | Amido Baldé      |             | Definitivo    |

### Sessione invernale(dal 1-12 al 14-12)
| Arrivi | Arrivi                  | Arrivi        | Arrivi     |
| R.     | Nome                    | da            | Modalità   |
| ------ | ----------------------- | ------------- | ---------- |
| P      | Jairo Laurençon         | Como          | Definitivo |
| D      | Giuseppe Zappalà        | Sancataldese  | Definitivo |
| D      | Fabrizio Ferrante       | Team Altamura | Definitivo |
| D      | Sambinha                | 1º Dezembro   | Definitivo |
| D      | Nicola Aldrovandi       | Mantova       | Definitivo |
| C      | Jens Janse              | Ellera        | Definitivo |
| A      | Giuseppe Tedesco        | Locri         | Definitivo |
| A      | Amido Baldé             | Kukësi        | Definitivo |
| A      | Giovanbattista Catalano | Roccella      | Definitivo |

| Cessioni | Cessioni                | Cessioni | Cessioni                 |
| R.       | Nome                    | a        | Modalità                 |
| -------- | ----------------------- | -------- | ------------------------ |
| P        | Giovanni Compagno       |          | Risoluzione consensuale  |
| D        | Vittorio David Biancola |          | Risoluzione consensuale  |
| D        | Nicholas Ibojo          |          | Risoluzione consensuale  |
| D        | Genny Russo             |          | Svincolato               |
| D        | Alberto Cossentino      |          | Svincolato               |
| D        | Davide Sarcone          |          | Svincolato               |
| D        | Pasquale Porcaro        | Legnago  | Definitivo               |
| C        | Felice Cimino           |          | Risoluzione consensuale  |
| A        | Fredy Guehi             |          | Risoluzione consensuale  |
| A        | Luca Pizzo              |          | Risuoluzione consensuale |
| A        | Nicola Petrilli         | Trento   | Risoluzione consensuale  |
| A        | Luciano Rabbeni         |          | Risoluzione consensuale  |
| A        | Giuseppe Gambino        |          | Svincolato               |

## Risultati

### Serie D

#### Girone di andata
| Arbitro: | Di Marco (Ciampino) |

|  |           |                                                    |
|  | Marcatori | 20’ Floriano 47’ (p.t.) Simeri 78’ (rig.) Pozzebon |

| Arbitro: | Scarpa (Collegno) |

|                            |           |  |
| Miuccio 19’ 37’ Lancia 42’ | Marcatori |  |

| Arbitro: | Centi (Viterbo) |

|                                   |           |                          |
| Arcidiacono 16’, 36’ Cocimano 33’ | Marcatori | 12’ Sekkoum 53’ Candiano |

| Arbitro: | Campagnolo (Bassano del Grappa) |

|                         |           |                             |
| Crucitti 29’ Abayan 48’ | Marcatori | 3’ Genevier 45’ Arcidiacono |

| Arbitro: | Campobasso (Formia) |

|  |           |                                     |
|  | Marcatori | 68’, 78’ Manfrellotti 72’ Campanaro |

| Arbitro: | De Angeli (Milano) |

|                     |           |              |
| Cunzi 40’ Longo 84’ | Marcatori | 74’ Petrilli |

| Arbitro: | Di Cicco (Lanciano) |

|                    |           |  |
| Genevier 6’ (rig.) | Marcatori |  |

| Locri 4 novembre 2018, ore 14.30 CET 8ª giornata | Locri            | 0 – 0 referto | Messina | Stadio comunale Città di Locri (Circa 400 spett.)\| Arbitro: \| Piazzini (Prato[65]) \| |
| Arbitro:                                         | Piazzini (Prato) |               |         |                                                                                         |

| Arbitro: | Mulas (Sassari) |

|                                              |           |  |
| Genevier 25’ (rig.) 44’ (rig.) Concimano 79’ | Marcatori |  |

| Arbitro: | Nicolini (Brescia) |

|                                      |           |                                |
| Galesio 13’ Fragapane 36’ Cardia 62’ | Marcatori | 30’ Gambino 86’ (rig.) Rabbeni |

| Arbitro: | Catani (Fermo) |

|  |           |                |
|  | Marcatori | 48’ Sorrentino |

| Arbitro: | Russo (Torre Annunziata) |

|                                      |           |  |
| Mistretta 14’ Outtara 85’ Calivà 89’ | Marcatori |  |

| Arbitro: | Virgilio (Trapani) |

|                             |           |                                |
| Arcidiacono 33’ Porcaro 89’ | Marcatori | 39’ (aut.) Porcaro 78’ Bonfini |

| Arbitro: | Ferri (Roma 1) |

|  |           |                 |
|  | Marcatori | 65’ Arcidiacono |

| Messina 12 dicembre 2018, ore 14.30 CET 15ª giornata | Messina          | 0 – 0 referto | Roccella | Stadio San Filippo - Franco Scoglio (Circa 150 spett.)\| Arbitro: \| Lovison (Padova[65]) \| |
| Arbitro:                                             | Lovison (Padova) |               |          |                                                                                              |

| Arbitro: | Turrini (Firenze) |

|              |           |  |
| Costanzo 30’ | Marcatori |  |

| Messina 23 dicembre 2018, ore 14.30 CET 17ª giornata | Messina         | 0 – 0 referto | Rotonda | Stadio San Filippo - Franco Scoglio (Circa 350 spett.)\| Arbitro: \| Ubaldi (Roma 1[65]) \| |
| Arbitro:                                             | Ubaldi (Roma 1) |               |         |                                                                                             |

#### Girone di ritorno
| Arbitro: | Bertini (Lucca) |

|                           |           |  |
| Piovanello 62’ Neglia 67’ | Marcatori |  |

| Arbitro: | Gullotta (Siracusa) |

|                                          |           |  |
| Catalano 7’ Genevier 48’ Arcidiacono 77’ | Marcatori |  |

| Arbitro: | Gangi (Enna) |

|              |           |                 |
| Bonfiglio 5’ | Marcatori | 65’ Arcidiacono |

| Arbitro: | D'Eusanio (Faenza) |

|                                      |           |                                                  |
| Ferrante 52’ Biondi 53’ Catalano 65’ | Marcatori | 5’, 45+4’, 67 ’ Crucitti 89’Cianci 91’ Scoppetta |

| Arbitro: | Croce (Novara) |

|                  |           |  |
| Manfrellotti 28’ | Marcatori |  |

| Arbitro: | Picchi (Lucca) |

|                                                                    |           |                               |
| Catalano 54’ Traditi 56’ Ferrante 69’ Marzullo 72’ Arcidiacono 90’ | Marcatori | Vacca 21’ Aliperta 29’ (rig.) |

| Castrovillari 17 febbraio 2019, ore 14.30 CET 24ª giornata | Castrovillari          | 0 – 0 referto | Messina | Stadio Mimmo Rende (800 spett.)\| Arbitro: \| Angiolari (Ostia Lido) \| |
| Arbitro:                                                   | Angiolari (Ostia Lido) |               |         |                                                                         |

| Arbitro: | Sicurello (Seregno) |

|                         |           |                     |
| Cocimano 9’ Traditi 38’ | Marcatori | De Marco 23’ (rig.) |

| Arbitro: | Taricone (Perugia) |

|  |           |              |
|  | Marcatori | 50’ Catalano |

| Messina 17 marzo 2019, ore 14.30 CET 27ª giornata | Messina             | 0 – 0 referto | FC Messina | Stadio San Filippo - Franco Scoglio (2 000 spett.)\| Arbitro: \| Di Marco (Ciampino) \| |
| Arbitro:                                          | Di Marco (Ciampino) |               |            |                                                                                         |

| Arbitro: | Borriello (Arezzo) |

|                |           |                               |
| Improta 7’ 41’ | Marcatori | 29’ Selvaggio 46’ Arcidiacono |

| Arbitro: | Di Giovanni (Caserta) |

|                          |           |  |
| Zappalà 66’ Cocimano 77’ | Marcatori |  |

| Arbitro: | Munerati (Rovigo) |

|           |           |  |
| Sidibe 7’ | Marcatori |  |

| Arbitro: | Rinaldi (Bassano del Grappa) |

|                             |           |            |
| Ferrante 4’ Arcidiacono 13’ | Marcatori | 53’ De Feo |

| Roccella Ionica 18 aprile 2019, ore 15.00 CEST 32ª giornata | Roccella          | 0 – 0 referto | Messina | Stadio Ninetto Muscolo (200 spett.)\| Arbitro: \| Sfira (Pordenone) \| |
| Arbitro:                                                    | Sfira (Pordenone) |               |         |                                                                        |

| Arbitro: | Picchi (Lucca) |

|              |           |                            |
| Cocimano 84’ | Marcatori | 26’ Ficcarotta 80’ Gambino |

| Arbitro: | Centi (Viterbo) |

|             |           |                                     |
| Galdean 92’ | Marcatori | 3’ Cocimano 67’ Barbera 81’Catalano |

### Coppa Italia Serie D

#### Primo turno
| Arbitro: | Milone (Taurianova) |

|                              |           |             |
| Rabbeni 37’ Gambino 48’, 72’ | Marcatori | 76’ Miuccio |

#### Trentaduesimi di finale
| Arbitro: | Baratta (Rossano) |

|              |           |  |
| Petrilli 73’ | Marcatori |  |

#### Sedicesimi di finale
| Arbitro: | Sanzo (Agrigento) |

|                                |                      |                                      |
| Ragosta 74’                    | Marcatori            | 14’ Genevier                         |
| Alma Montalbano Mannoni Misale | Tiri di rigore 2 – 4 | Cocimano Carini Arcidiacono Genevier |

#### Ottavi di finale
| Arbitro: | Grasso (Ariano Irpino) |

|                          |           |                                               |
| Ba 25’ (aut.) Gallon 53’ | Marcatori | 7’ Ba 37’ Tedesco 82’ Catalano 90+4’ Cocimano |

#### Quarti di finale
| Arbitro: | Scatena (Avezzano) |

|                                  |                      |                                |
| Barone 20’ (rig.) Succi 80’      | Marcatori            | 27’ Arcidiacono 61’ Cocimano   |
| Pippi Corsetti Pellecchia Barone | Tiri di rigore 4 – 6 | Catalano Carini Amadio Traditi |

#### Semifinale
| Arbitro: | Centi (Viterbo) |

|                         |           |                        |
| Tozzi Borsoi 79’ (rig.) | Marcatori | 55’ (rig.) Arcidiacono |

| Arbitro: | Sicurello (Seregno) |

|                                            |           |                                     |
| Catalano 22’ (rig.) Biondi 32’ Traditi 47’ | Marcatori | 5’ Di Paolo 16’ (rig.) Tozzi Borsoi |

#### Finale
| Arbitro: | Arena (Torre del Greco) |

|  |           |           |
|  | Marcatori | 7’ Dorato |

## Statistiche

### Statistiche di squadra
| Competizione         | Punti | In casa | In casa | In casa | In casa | In casa | In casa | In trasferta | In trasferta | In trasferta | In trasferta | In trasferta | In trasferta | Totale | Totale | Totale | Totale | Totale | Totale | D.R. |
| Competizione         | Punti | G       | V       | N       | P       | Gf      | Gs      | G            | V            | N            | P            | GF           | GS           | G      | V      | N      | P      | GF     | GS     | D.R. |
| -------------------- | ----- | ------- | ------- | ------- | ------- | ------- | ------- | ------------ | ------------ | ------------ | ------------ | ------------ | ------------ | ------ | ------ | ------ | ------ | ------ | ------ | ---- |
| Serie D              | 43    | 17      | 8       | 4       | 5       | 27      | 22      | 17           | 3            | 6            | 8            | 13           | 22           | 34     | 11     | 10     | 13     | 40     | 44     | -4   |
| Coppa Italia Serie D | -     | 3       | 3       | 0       | 0       | 7       | 3       | 4            | 1            | 3            | 0            | 8            | 6            | 8      | 4      | 3      | 1      | 15     | 10     | +5   |
| Totale               | 43    | 20      | 11      | 4       | 5       | 34      | 25      | 21           | 4            | 9            | 8            | 21           | 28           | 42     | 16     | 13     | 14     | 55     | 54     | +1   |

### Andamento in campionato
| Giornata  | 1  | 2  | 3  | 4  | 5  | 6  | 7  | 8  | 9  | 10 | 11 | 12 | 13 | 14 | 15 | 16 | 17 | 18 | 19 | 20 | 21 | 22 | 23 | 24 | 25 | 26 | 27 | 28 | 29 | 30 | 31 | 32 | 33 | 34 |
| --------- | -- | -- | -- | -- | -- | -- | -- | -- | -- | -- | -- | -- | -- | -- | -- | -- | -- | -- | -- | -- | -- | -- | -- | -- | -- | -- | -- | -- | -- | -- | -- | -- | -- | -- |
| Luogo     | C  | T  | C  | T  | C  | T  | C  | T  | C  | T  | C  | T  | C  | T  | C  | T  | C  | T  | C  | T  | C  | T  | C  | T  | C  | T  | C  | T  | C  | T  | C  | T  | C  | T  |
| Risultato | P  | P  | V  | N  | P  | P  | V  | N  | V  | P  | P  | P  | N  | V  | N  | P  | N  | P  | V  | N  | P  | P  | V  | N  | V  | V  | N  | N  | V  | P  | V  | N  | P  | V  |
| Posizione | 17 | 18 | 15 | 13 | 16 | 16 | 16 | 17 | 16 | 16 | 16 | 16 | 17 | 16 | 16 | 16 | 16 | 16 | 16 | 16 | 16 | 16 | 12 | 12 | 12 | 12 | 12 | 12 | 12 | 12 | 12 | 12 | 12 | 12 |

Legenda:

Luogo: C = Casa; T = Trasferta. Risultato: V = Vittoria; N = Pareggio; P = Sconfitta.